# Первая гражданская война в Судане
Первая гражданская война в Судане (англ. First Sudanese Civil War) — гражданская война в Судане между христианским югом и мусульманским севером с 1955 по 1972 год. За 17 лет конфликта погибли около полумиллиона человек. В 1972 году было достигнуто соглашение, предоставившее южной, христианской части страны автономию, но в 1983 году конфликт возобновился.

## Истоки конфликта
В феврале 1953 года Великобритания и Египет заключили соглашение, предусматривающее суданское самоуправление и самоопределение. При этом север и центр Судана, населённые арабами, и христианский юг страны были объединены в единую административную единицу в рамках английской стратегии на Ближнем Востоке. Переходный период к независимости начался с открытием парламента в 1954 году. С согласия британских и египетских правительств Судан получил независимость 1 января 1956 года, с временной конституцией. Соединённые Штаты стали одной из первых иностранных держав среди признавших новое государство.
Однако в период подготовки к предоставлению независимости Судану, государственные учреждения страны были размещены в северной части страны. Британская неспособность обеспечить справедливое распределение влияния в стране между севером и югом создала все предпосылки для будущего затяжного конфликта. Арабы в правительстве Хартума отступились от своих обещаний сформировать федеративную систему управления государством, что привело к вооружённому восстанию христианского юга страны. Чувствуя себя бесправными и обманутыми, южане начали совершать атаки на правительственные войска, что повлекло за собой начало гражданской войны, направленной на создание независимого Юга.

## Ход конфликта
18 августа 1955 года части Экваториального корпуса (вооружённого подразделения южан) подняли восстание в Торите, а через несколько дней — в Джубе и Мариди. Поводом к восстанию стал судебный процесс над южанином-депутатом Национального собрания, а также подложные телеграммы, призывавшие мусульманских чиновников на юге угнетать южан. Мятежи были подавлены, но многие мятежники ушли в подполье вместе с оружием, положив тем самым начало первой войне в Южном Судане. К концу 1960-х война привела к гибели около 500 тысяч человек. Несколько сотен тысяч стали беженцами.
Повстанцы постепенно сплотились в сепаратистское движение к 1955 году, получившее наименование Партизанская армия Аньянья (Anyanya). К 1969 году Аняня распространила своё влияние еще на две южных провинции — Верхний Нил и Бахр-эль-Газаль. С того времени повстанцы стали получать оружие и амуницию со стороны зарубежных государств. Израиль, например, обучал повстанцев ведению войны и поставлял им оружие через Эфиопию и Уганду. Южане также покупали оружие у конголезских повстанцев и международных торговцев оружием. Рассчитывались они деньгами, присланными представителями южно-суданской диаспоры из Ближнего Востока, Западной Европы и Северной Америки. Мятежники также использовали трофейное оружие, оборудование и расходные материалы, отбитые у правительственных войск.
Правительство было не в состоянии воспользоваться разногласиями внутри повстанцев. Первое независимое правительство Судана во главе с премьер-министром Исмаилом аль-Азхари оказалось неэффективным и было свергнуто в результате государственного переворота начальником штаба армии генерал-лейтенантом Ибрагимом Аббудом в 1958 году. Протесты против действий военного правительства привели к созданию временного правительства в октябре 1964 года.
На волне народных протестов на политической сцене Судана утвердился Хасан ат-Тураби, тогда студент, позднее — духовный лидер мусульман Судана. Между 1966 и 1969 годами исламистские правительства Судана оказались не в состоянии справиться с разнообразием этнических и экономических проблем. После второго военного переворота 25 мая 1969 года полковник Джафар Нимейри стал премьер-министром и объявил политические партии вне закона.
В это время повстанцы контролировали бо́льшую часть деревень в Южном Судане, в то время как правительственные войска оккупировали крупные города региона. Повстанческие отряды были слишком малы и рассеяны на большой площади региона. После государственного переворота в 1969 году стычек в Южном регионе стало намного меньше. Однако когда переговоры не привели к урегулированию конфликта, Хартум увеличил численность войск на юге до 12.000 человек. В августе 1968 года Советский Союз заключил военные соглашения с Суданом на сумму в 100—150 млн. долларов США на поставки оружия: танков Т-55, бронетранспортёров и самолётов. Судан получал советское оружие через Египет. К концу 1969 года Советский Союз поставил в Судан 85-мм зенитные орудия, шестнадцать МиГ-21 и пять транспортных самолётов Ан-24.
Конфликт между марксистской и немарксистской фракциями в правящей военной элите Судана привел к очередному перевороту в июле 1971 года. У власти оказалось правительство, сформированное Коммунистической партией Судана, но очень скоро Нимейри вернулся к власти. В том же году гражданин Германии Рольф Штайнер, который тайно консультировал повстанцев по военным вопросам, был взят в плен в Кампале и депортирован в Хартум. Суд Судана первоначально приговорил его к смерти, три года Штайнер отсидел в тюрьме, но после был отпущен под давлением со стороны правительства Западной Германии.
В 1969 году разногласия внутри повстанческого лагеря привели к смене руководства. Место Аггрея Джейдена во главе повстанцев занял Гордон Майен. Южный Судан в это время изменил своё наименование на Нильскую республику и возобновил войну против Хартума, хотя некоторые из сторонников Джейдена отказались сотрудничать с Майеном. В 1971 году бывший армейский лейтенант Джозеф Лагу организовал переворот против Майена при поддержке Израиля и провозгласил создание Освободительного движения Южного Судана. Все лидеры группировок объединились вокруг Лагу.

## Итог войны
К октябрю 1971 года Хартум впервые вступил в контакт с Освободительным движением Южного Судана. Первоначально точки зрения двух сторон были далеки друг от друга, южане требовали создания федеративного государства с отдельным правительством и армией. Однако в итоге обе стороны, с помощью эфиопского императора Хайле Селассие, пришли к соглашению.
Аддис-абебское соглашение гарантировало автономию для южного региона, состоящего из трёх провинций, создание 12-тысячной армии, в которой было бы поровну северных и южных офицеров. Арабский язык был признан единственным официальным языком в Судане, а английский стал обладать статусом регионального языка на юге страны.
Хотя многие лидеры повстанцев были против подписания перемирия, Лагу согласился на эти условия прекращения огня. Национальное правительство Судана издало указ о вступлении соглашения в законную силу и о создании международной комиссии перемирия для обеспечения благополучного возвращения беженцев. Хартум также объявил амнистию для повстанцев. Гражданская война закончилась в 1972 году после подписания Аддис-абебского соглашения; югу Судана была предоставлена широкая региональная автономия. Однако южане остались неудовлетворены исходом войны и спустя десять лет перерыва, в стране вновь вспыхнула гражданская война.